# ورزشگاه کنتینانتال آرنا
ورزشگاه کنتینانتال آرنا (به لاتین: Continental Arena) یک ورزشگاه فوتبال واقع در رگنسبورگ ، آلمان است. این استادیوم جایگزین ورزشگاه یان و ورزشگاه خانگی تیم فوتبال اس‌اس‌وی یان رگنسبورگ است.

## موقعیت جغرافیایی و رفت‌وآمد
این ورزشگاه در جنوب رگنسبورگ و در ناحیهٔ اوبرایسلینگ قرار گرفته است.

## بازیهای بین‌المللی
اولین بازی در ورزشگاه جدید رگنسبورگ در تاریخ ۱۳ نوامبر ۲۰۱۵ انجام گرفت که بین تیمهای ملی زیر ۲۱ سال فوتبال مردان آلمان و تیم ملی زیر ۲۱ سال مردان آذربایجان و در قالب قهرمانی زیر ۲۱ سال فوتبال مردان اروپا ۲۰۱۷ انجام می‌شد.